# Alberic (kommun)
Alberic är en kommun i Spanien.   Den ligger i provinsen Província de València och regionen Valencia, i den östra delen av landet, 300 km sydost om huvudstaden Madrid. Antalet invånare är 11 288. Arean är 26,7 kvadratkilometer. Alberic gränsar till Alzira, Antella, Benimodo, Carcaixent, Gavarda, Benimuslem, Masalavés och Villanueva de Castellón. 
Terrängen i Alberic är platt.